# Zuidhorn (plaats)
Zuidhorn (Gronings: Zuudhörn) is een dorp en voormalige gemeente in de gemeente Westerkwartier in de Nederlandse provincie Groningen.
Het postcodegebied van het dorp telt 8.610 inwoners en het dorp zelf 7.200 inwoners (1 januari 2023), samen met het aan de kern vastgegroeide Briltil en het aan de andere zijde van het Van Starkenborghkanaal gelegen Noordhorn wonen er in totaal 9.965 mensen. Tussen 1811 en 2018 was Zuidhorn de hoofdplaats van de gelijknamige gemeente Zuidhorn, die in 1990 sterk werd vergroot. De centrale as van het dorp wordt gevormd door de zandrug De Gast, waaraan eind 19e en begin 20e eeuw veel fraaie villa's verrezen en dat in 2007 werd aangewezen als beschermd dorpsgezicht.
Het dorp was van oorsprong een wegdorp, maar heeft zich ontwikkeld tot komdorp. Het wordt door het Van Starkenborghkanaal gescheiden van het noordelijker gelegen Noordhorn en door het Hoendiep van het oude deel van het dorpje Briltil; het nieuwe deel vormt morfologisch gezien sinds 2002 onderdeel van een uitbreidingswijk van Zuidhorn. Zuidhorn is een belangrijk forenzendorp. Het ligt aan de op 1 juni 1866 geopende spoorlijn Leeuwarden – Groningen (Station Zuidhorn) en is verder door de N355 (Friesestraatweg) verbonden met de stad Groningen.

## Geschiedenis

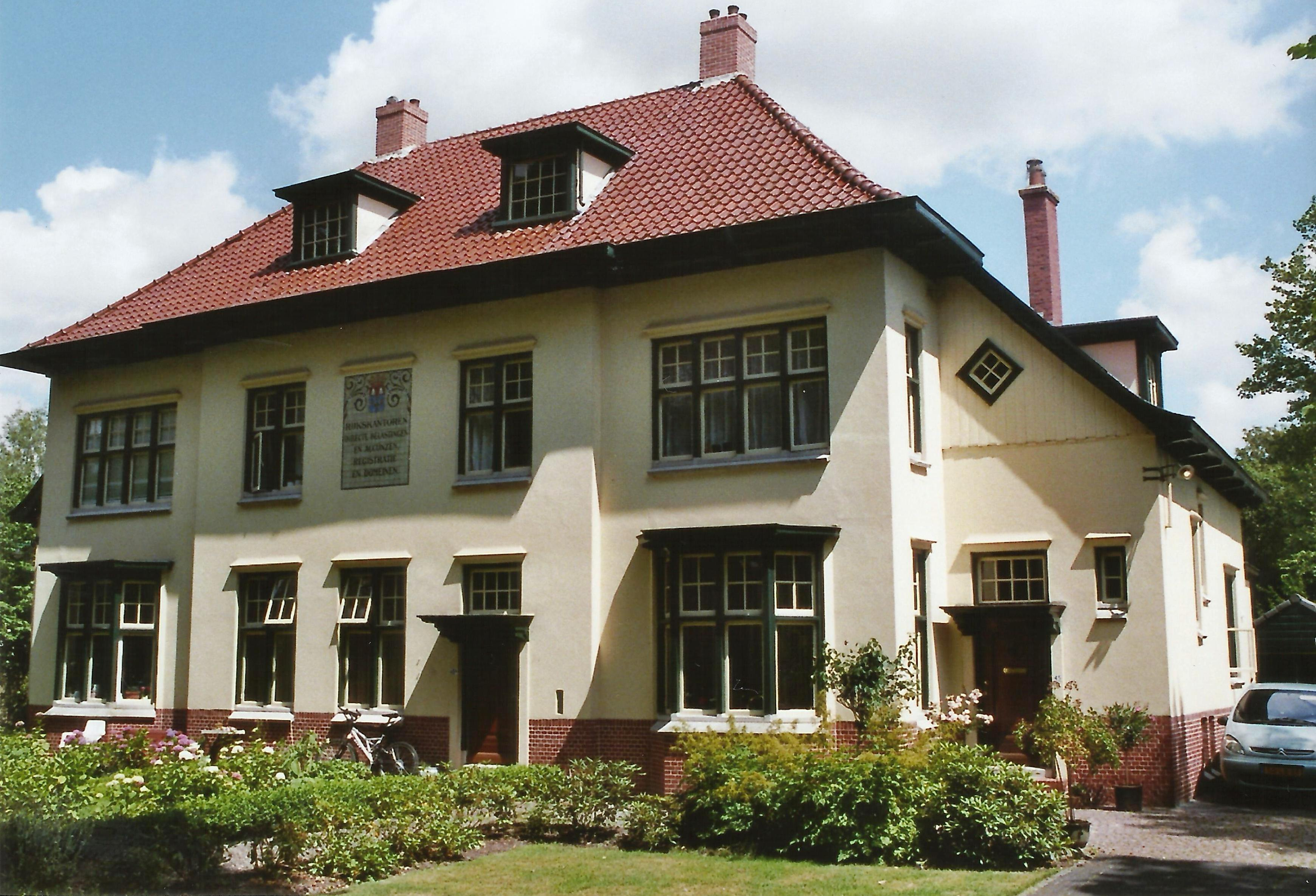
Oude belastingkantoor

Zuidhorn en het noordelijker gelegen Noordhorn zijn ontstaan in een gebied waar de zee vroeger af en toe over het land kwam en vruchtbaar slib afzette. De kern van beide dorpen ligt op een tot 5 meter hoge zand-keileemrug van ongeveer 5 kilometer bij 1 kilometer uit de voorlaatste ijstijd (ca. 200.000 jaar geleden) die in Zuidhorn de naam De Gast draagt (van -geest, sinds de jaren 1990 beschermd dorpsgezicht) en die het leven hier mogelijk maakte als bescherming tegen overstromingen. De toevoeging -horn betekent hier "hoek" (van de rug). Uit opgravingen blijkt dat de eerste bewoning plaatsvond in de steentijd. In 1338 wordt er gesproken van 'Horum'. Zuidhorn wordt in 1392 voor het eerst genoemd in verschillende oorkonden in de varianten 'Zuethorm', 'Zuedhorm', 'Suthorum' en 'Suthuru'. De namen 'Zuithoren en Noirthoren' komen voor het eerst gezamenlijk voor in een document uit 1398. Lange tijd was Noordhorn de grootste kern.
Tegenwoordig worden Noord- en Zuidhorn gescheiden door het Van Starkenborghkanaal. Over dit kanaal ligt tussen Noordhorn en Zuidhorn een tafelbrug, ten oosten van de dorpen een brug in de provinciale weg en ten westen van de dorpen de Bert Swartbrug in de spoorlijn Groningen - Leeuwarden.
De hervormde kerk van Zuidhorn dateert uit de 12e of 13e eeuw. De rooms-katholieke Sint-Jozefkerk werd in 1844 gebouwd.

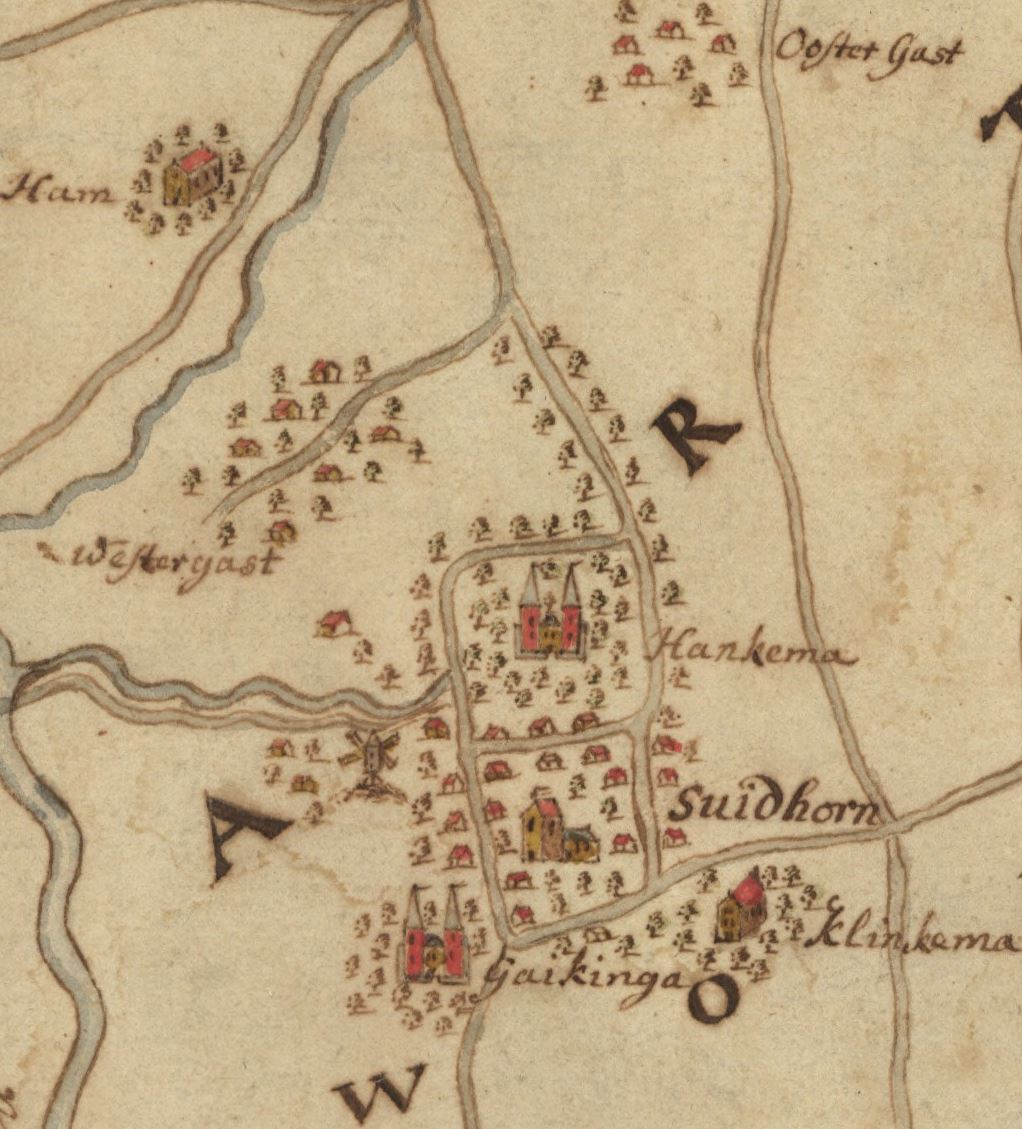
Zuidhorn en omringende borgen (Hanckema, Klinckema en Gaikinga of Jellema) en later toegevoegde gehuchten (Westergast en Oostergast) op een kaart uit het laatste kwart van de 17e eeuw.
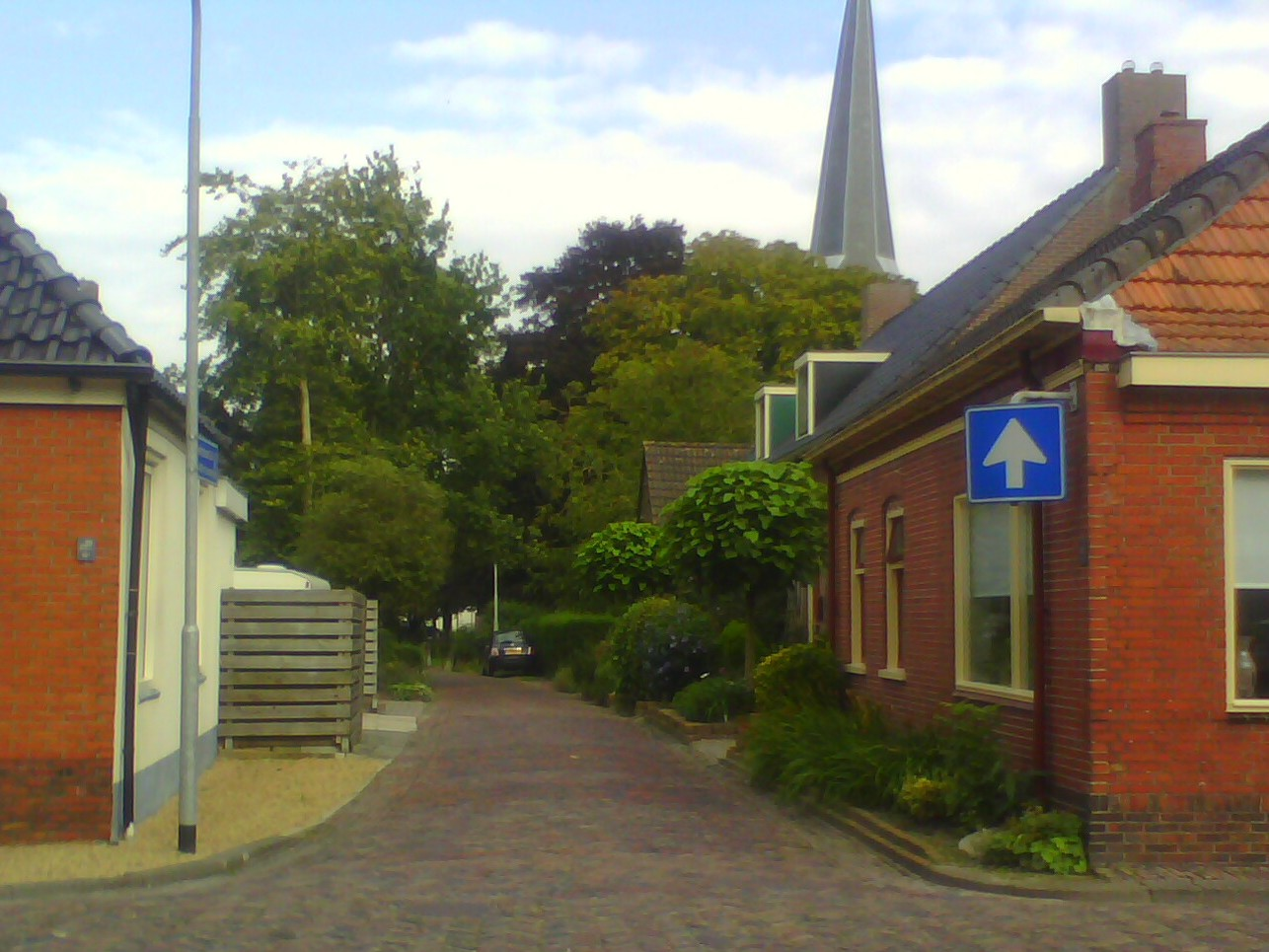
Kerkstraat
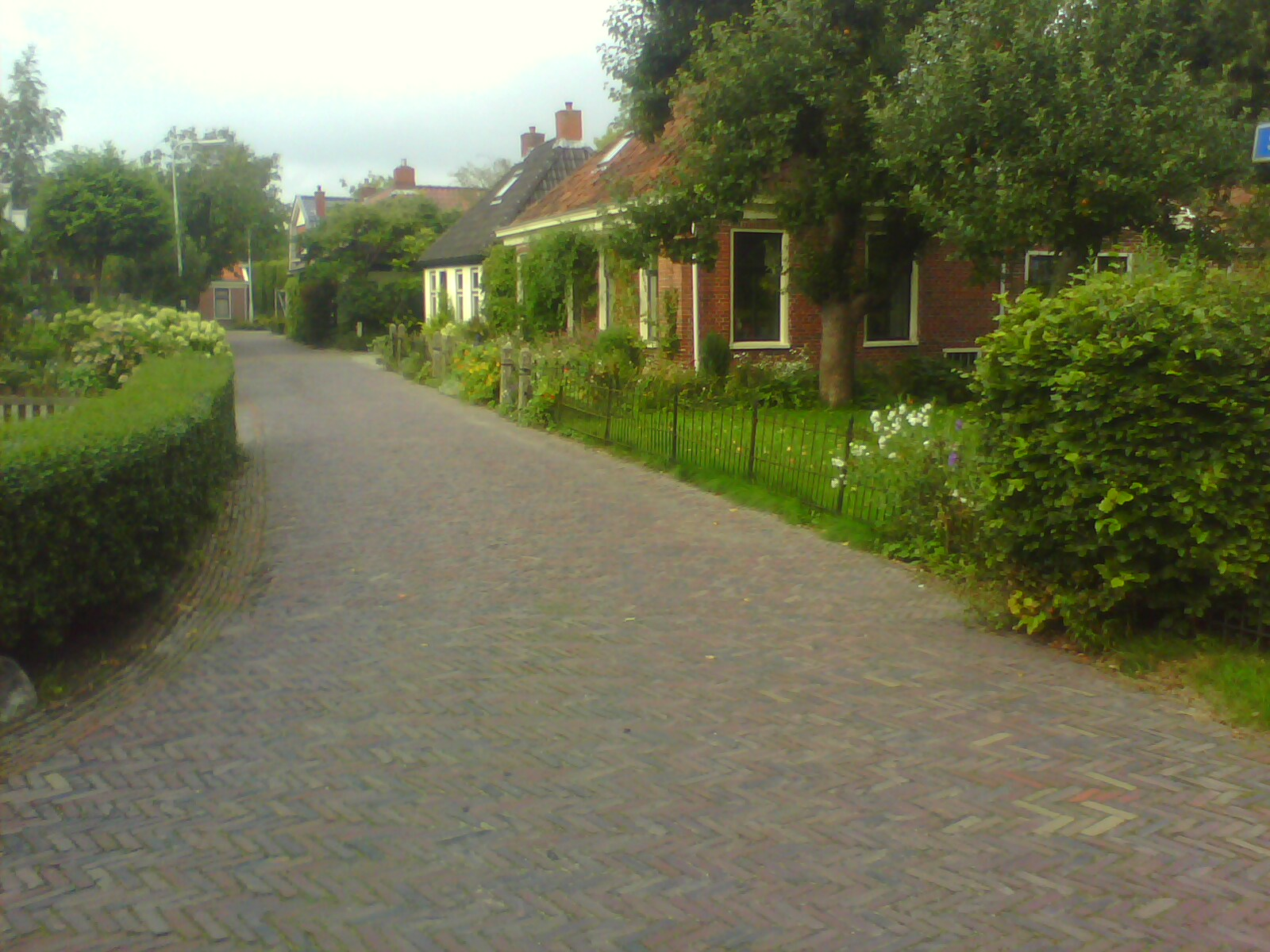
Schoolstraat (verlenging Kerkstraat)

### "Faansche Gruwelen" van 1731
In 1731 vond in Zuidhorn een grote publiekelijke executie plaats van 22 mannen die zich zouden hebben bezondigd aan de 'goddeloze praktijk' van de 'sodomie/crimen nefandum' (homoseksuele activiteiten). Deze executie was onderdeel van een landelijke actiecampagne tegen 'ketterijen' en de heksenjacht op 'sodomieten' was ontstaan door het politieke manifest Helsche Boosheyt of grouwelycke sonde van Sodomie van predikant Bijler uit Niekerk, die vond dat dergelijke zonden moesten worden bestraft volgens de wetten van Mozes uit het Bijbelse Oude Testament.
De jacht op 'zondaars' werd daarop geopend door grietman Rudolf de Mepsche die het bestuur vormde op het Huis Bijma in Faan, die zich had laten overtuigen. Door grootschalige marteling van arrestanten (pijnbank, beenijzers en voetijzers) werden nieuwe namen verkregen. Vooral Mepsche, die in de jaren ervoor was gemarginaliseerd bij het verkrijgen van bestuurlijke posten, greep de kans aan om politieke tegenstanders op te laten pakken. Grote aantallen mensen uit Noordhorn en Zuidhorn werden aangeklaagd en gemarteld. Sommige hooggeplaatsten vluchtten naar Groningen, maar ook daar werden sommigen opgepakt en gemarteld. Twee personen werden doodgemarteld. Uiteindelijk werden 22 galgen opgericht aan de Westergast in Zuidhorn en op 24 september 1731 werden de veroordeelden gewurgd (sommigen na eerst in het gezicht te zijn geblakerd) en vervolgens verbrand op brandstapels. Deze rechtsgang, waartegen geen enkele inspraak mogelijk was, vormde een zwarte dag in de geschiedenis.
Nadien werden de regels voor grietmannen aangescherpt, zodat beroep tegen de uitspraken van grietmannen mogelijk werd. Mepsche werd vervolgd, maar nooit veroordeeld. Zijn pogingen om bezittingen van een aantal welgestelde veroordeelden te verkrijgen (vooral van zijn tegenstander jonker Clant uit Zuidhorn) maakten hem tot een van de meest gehate personen onder de bevolking en andere bestuurders. Hij stierf uiteindelijk met vele schulden.

### Borgen
In het dorp Zuidhorn waren vroeger meerdere borgen te vinden. Zo werden in en rond de plaats drie borgen gebouwd; de Jellemaborg, Klinckemaborg en Hanckemaborg. De laatste borg die werd afgebroken was de Hanckemaborg rond 1878. Van deze borg is alleen het schathuis overgebleven, dat in 1965 werd herbouwd. De omtrekken van de borg zijn in 1993 aangegeven in de omgeving door de Historische Kring Zuidhorn. Deze borg heeft lange tijd het gezicht van het dorp bepaald en het wapen van de familie Hanckema was tot de gemeentelijke herindeling van 1990 ook het wapen van het dorp en gemeente. Deze familie wordt namelijk verantwoordelijk gehouden voor de stichting van het dorp.

## Voorzieningen

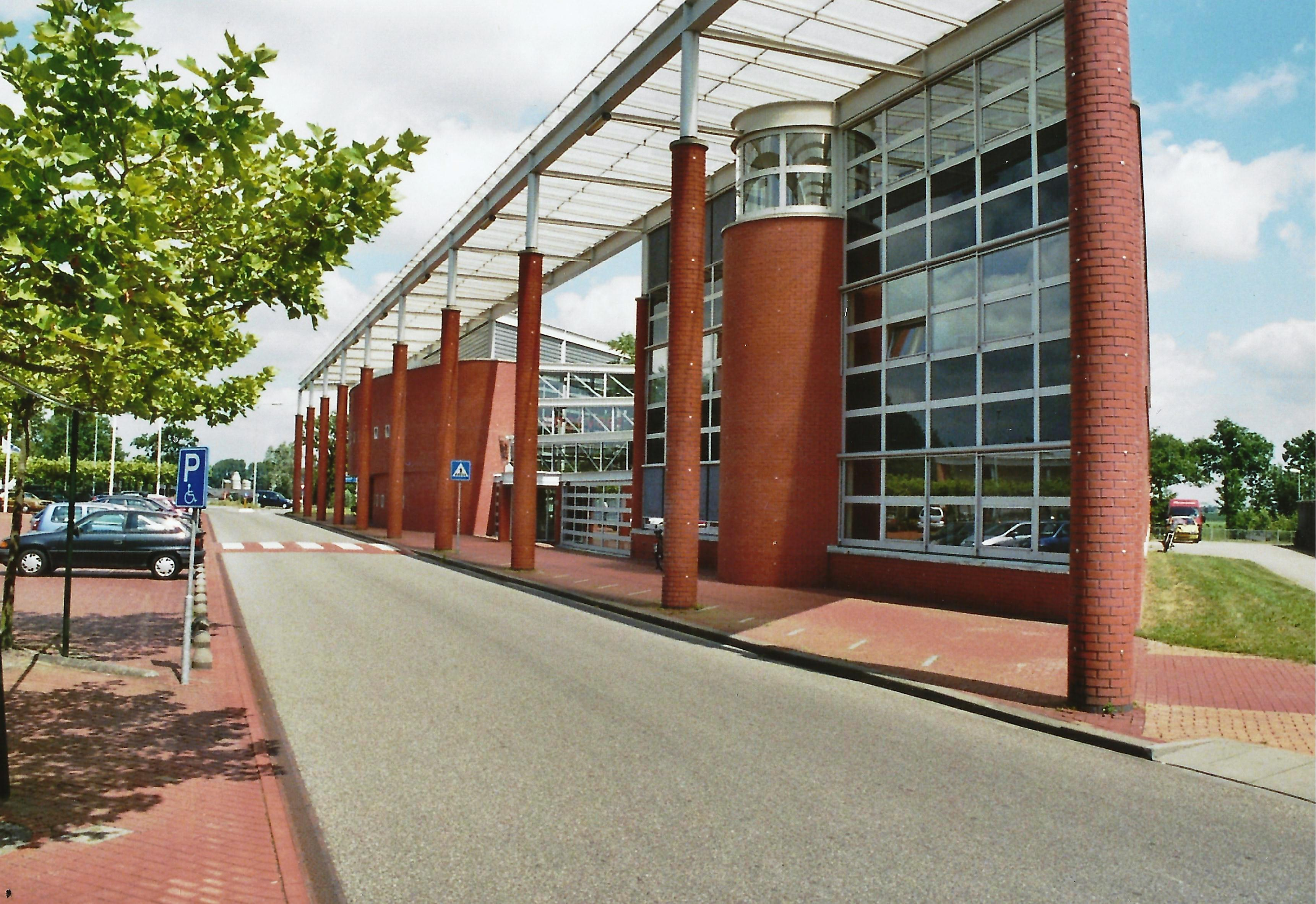
Een van de gemeentehuizen van de gemeente Westerkwartier staat in Zuidhorn.

### Kerken
- Nederlands Hervormde Kerk van Zuidhorn (rijksmonument)
- Rooms Katholieke Sint-Jozefkerk (rijksmonument)
- Gereformeerde (PKN) Gastkerk
- Nederlandse Gereformeerde Kerk (NGK) De Rank

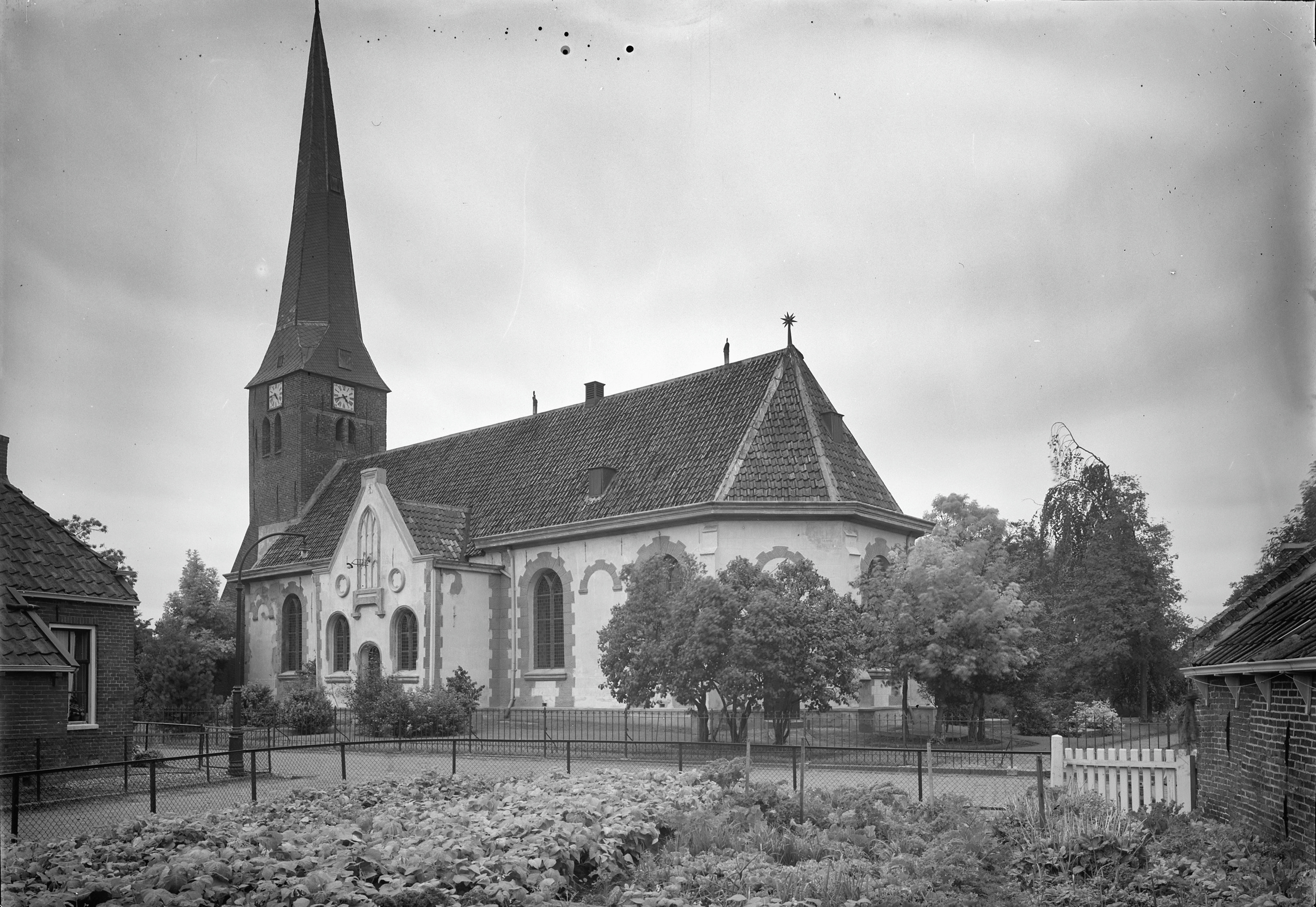
De Nederlands Hervormde Kerk gezien vanuit het zuidoosten.
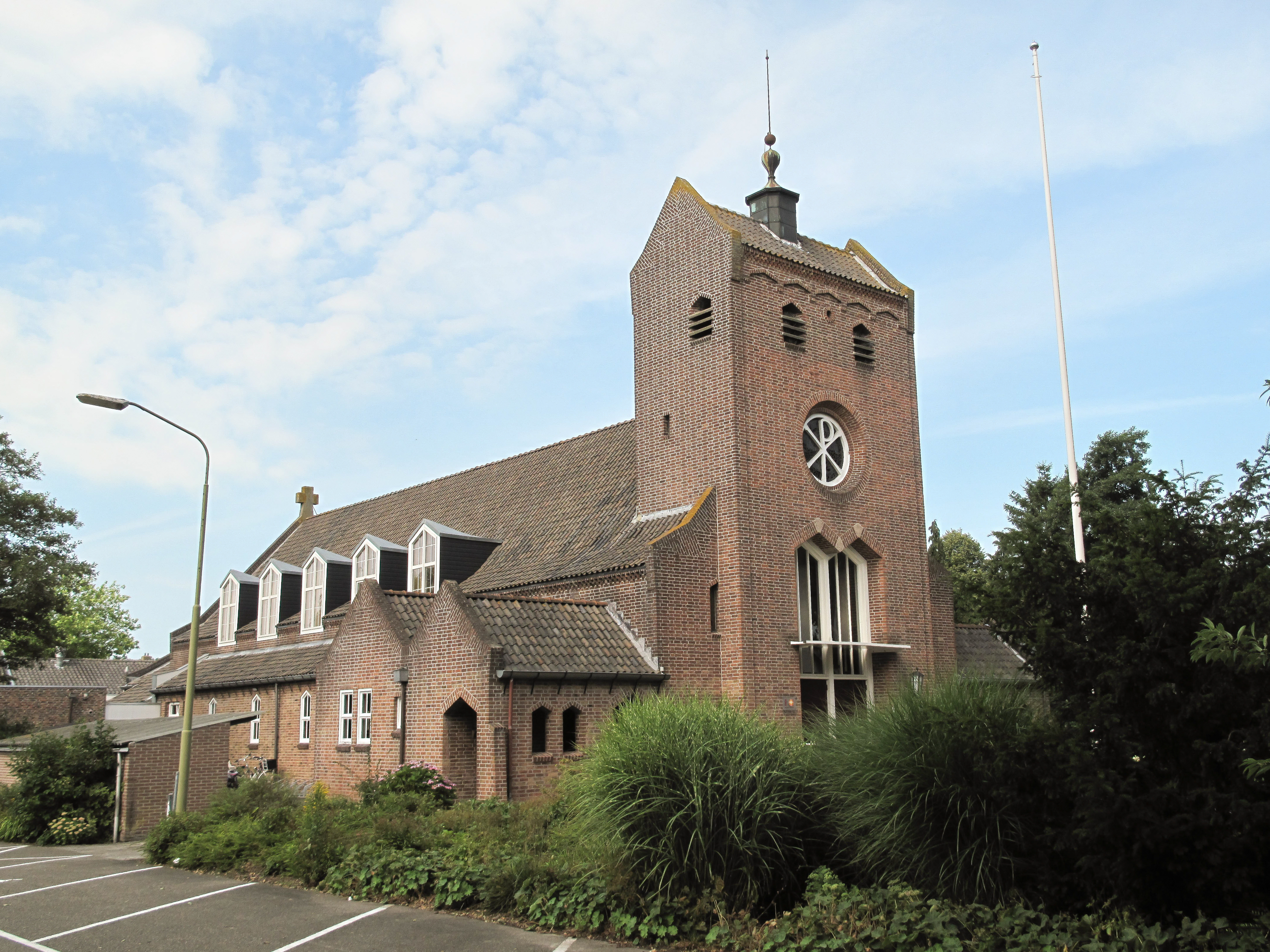
De Gereformeerde Gastkerk.

### Scholen
Basisonderwijs
- Openbare basisschool De Borgh
- Christelijke basisschool Het Anker
- Christelijke basisschool De Windroos
- Christelijke basisschool De Brug (voorheen Gereformeerde basisschool)
- Nautilus

Voortgezet onderwijs
- Gomarus College (tot 1 augustus 2019)

### Overige voorzieningen
Zuidhorn beschikt over een voorzieningenaanbod op diverse terreinen. Op cultureel gebied is er het Cultureel Centrum Zuidhorn, de sporthal Quicksilver S. en in 2013 werd ZwemCentrum Zuidhorn geopend als opvolger van het overdekt zwembad De Waterborgh. Op zorggebied is er het verpleeghuis Zonnehuis Oostergast. Daarnaast beschikt Zuidhorn over drie supermarkten, een warenhuis en verschillende speciaalzaken. Verder telt het dorp een aantal restaurants en een hotel.

### Komplan
Om tot een opwaardering te komen voor het centrum van Zuidhorn werkt de gemeente aan het Komplan. Dit plan voorziet in een aanpak van de openbare ruimte in het centrum en de aanleg van drie autoluwe pleinen (Dorpsvenne, Overtuinen en Holtplein). Om de autoluwe pleinen mogelijk te maken worden de drie supermarkten in de kern voorzien van ondergrondse parkeergarages. Inmiddels is het project Overtuinen en het project Holtplein gereed. In 2014 is het project Dorpsvenne opgeleverd, met een half verdiepte parkeergarage en een verhoogd plein.

## Verkeer en vervoer
Zuidhorn is gelegen aan de weg N355 Groningen – Leeuwarden en aan de vaarweg Delfzijl – Lemmer, het Van Starkenborghkanaal. Verder heeft het dorp een station aan de spoorlijn Leeuwarden – Groningen en busverbindingen met de stad Groningen.

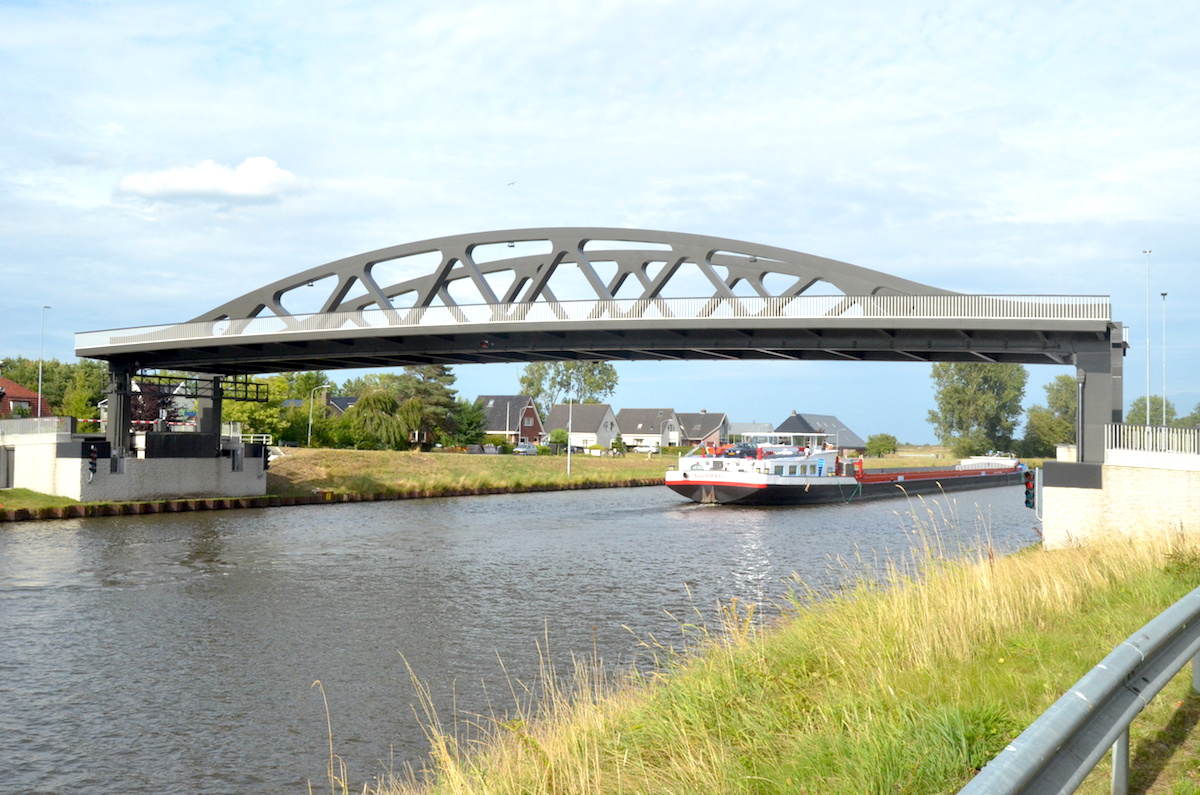
De hefbrug tussen Noordhorn en Zuidhorn
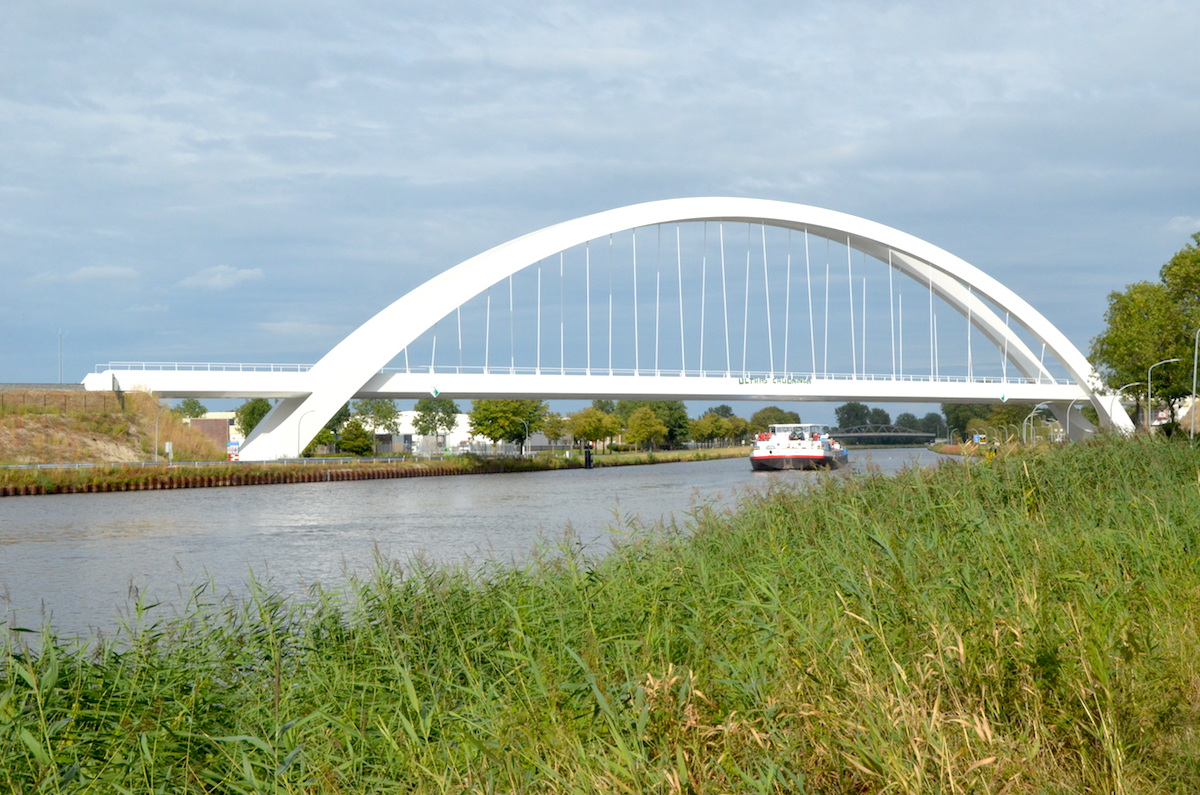
De Bert Swartbrug te Zuidhorn over het Van Starkenborghkanaal
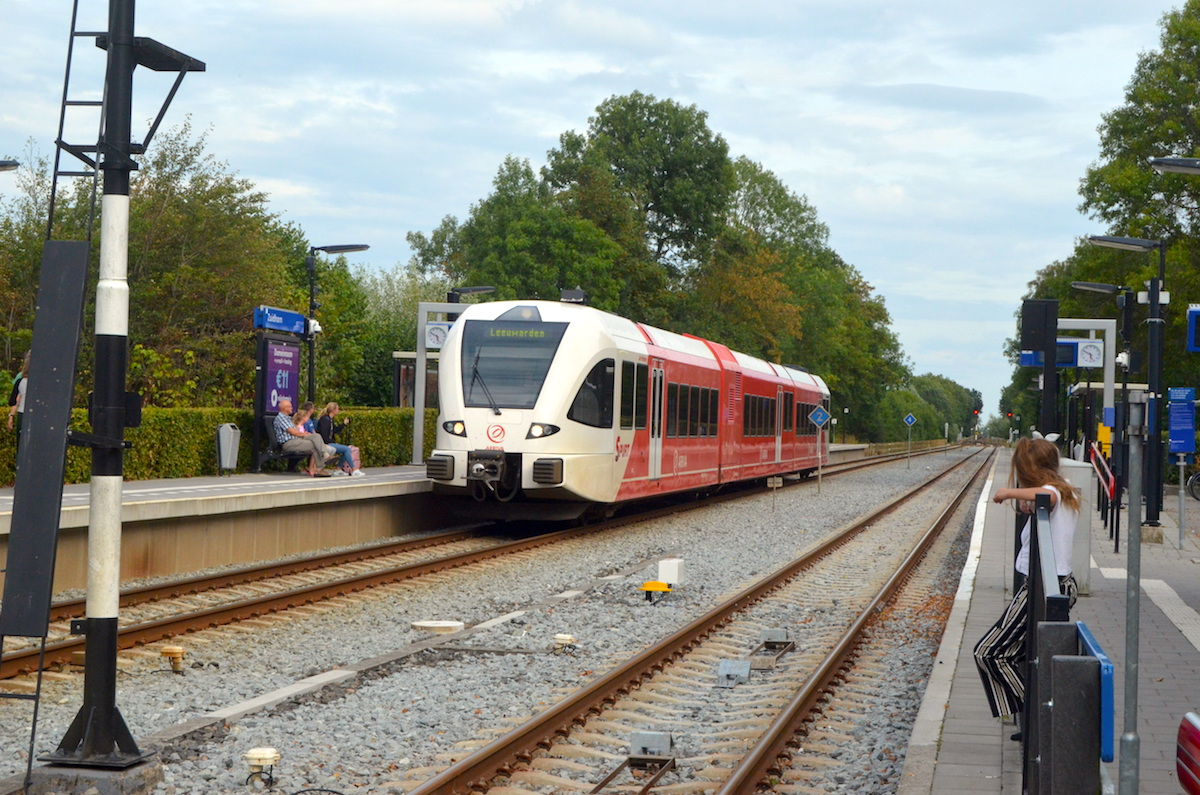
Een Arriva Spurt passeert het Station Zuidhorn op weg naar Leeuwarden (2018)

## Uitbreidingen

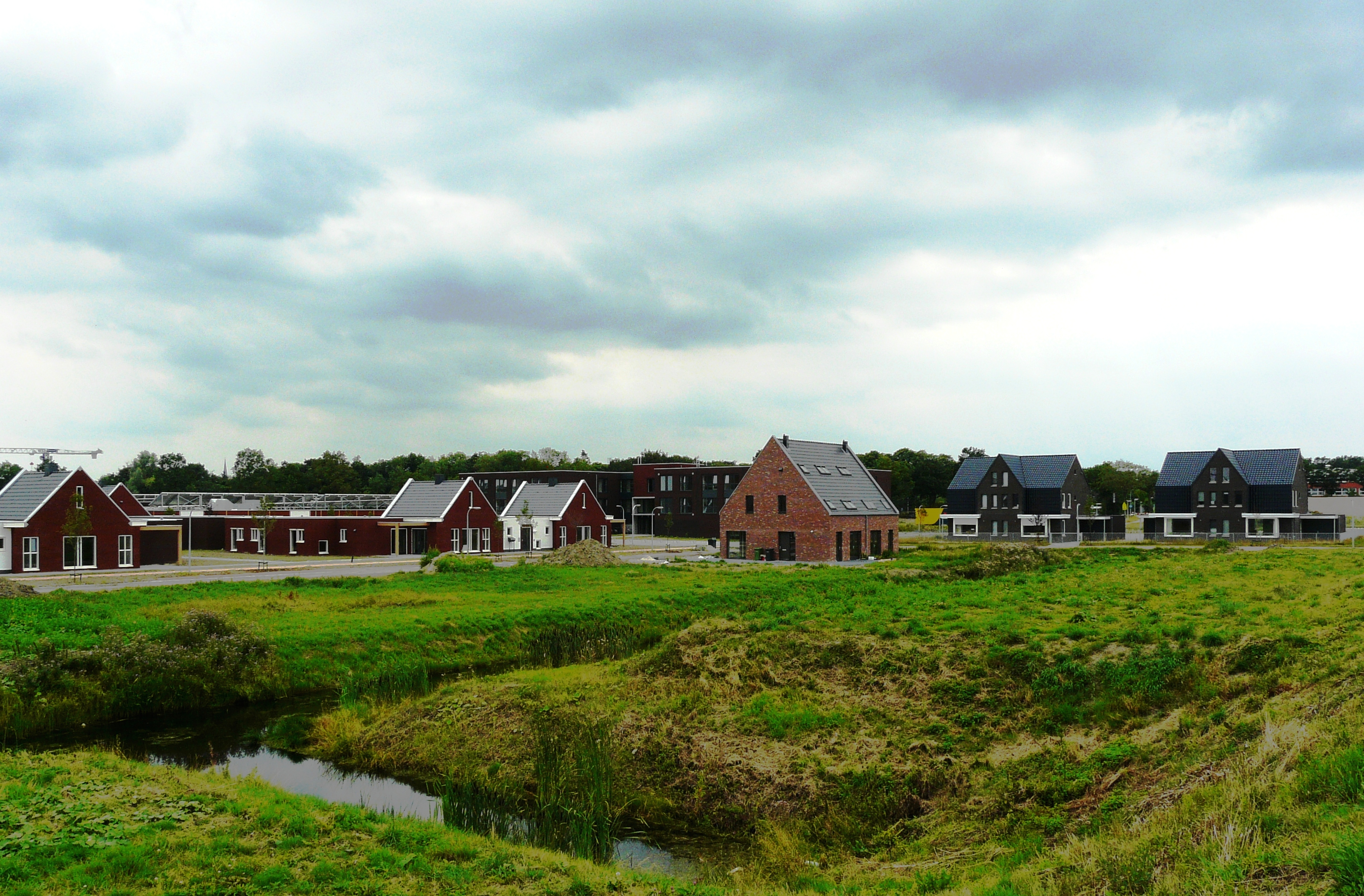
Fase 1 van de Oostergast in aanbouw (2010)

Zuidhorn heeft zich vanaf de jaren '70 van de 20ste eeuw sterk uitgebreid als gevolg van het opkomende forensisme naar de stad Groningen. De uitbreidingen vonden in eerste instantie allemaal plaats ten westen van de oude hoofdweg De Gast. De uitbreidingsmogelijkheden zijn met het gereedkomen van het Parkplan-West in dit deel van het dorp uitgeput.
Zuidhorn moet in de visie van de provincie Groningen in de 21e eeuw ook nog fors uitbreiden, onder andere door middel van de nieuwe wijk Oostergast. Deze wijk is vanaf 2007 in aanbouw. Er is onder meer een groot verpleeg- en verzorgingstehuis gerealiseerd: Zonnehuis Oostergast.
Op de oude locatie van het verpleeghuis het Zonnehuis wordt vanaf 2011 gebouwd aan de wijk Zuiderzon.

## Bevolkingsontwikkeling
| Demografische ontwikkeling van het dorp tussen 1795 en 2020   |
| ------------------------------------------------------------- |
|                                                               |
| Exclusief verspreide huizen. ■ Bron: volkstellingen.nl en CBS |

Zuidhorn en het daar aan vastgegroeide Briltil en Noordhorn hadden in 2020 samen in totaal 9.965 inwoners volgens CBS Statline.

## Media
In Zuidhorn verscheen iedere week het advertentieblad 'Zaken die uw aandacht vragen'. Na 84 jaar is het in 2024 gestopt. Verder zijn de wekelijks verschijnende 'Het Westerkwartier' en 'De Streekkrant' belangrijke nieuwsbronnen. De website Welkom in Zuidhorn is sinds 1 oktober 2005 als portal actief en geeft een overzicht van de winkelmogelijkheden en bedrijven én verstrekt daarnaast informatie over de (sport)verenigingen, voorzieningen, dorpsagenda en gemeente

## Geboren
- Hendrik Guichart Abresch (1812-1882), burgemeester
- Jeremias Frederik Abresch (1816-1885), jurist
- Jan Ernst Heeres (1858-1932), archivaris en politicus
- Albertus Zijlstra (1874-1964), onderwijzer en politicus
- Tekke Nabring (1902-1952), politicus en burgemeester van Warffum
- Fokko Omta (1910-1989), burgemeester
- Pieter ter Veer (1944-2022), politicus
- Albert Zweep (1957-2021), beeldhouwer
- Paul Blokhuis (1963), politicus
- Remco Balk (2001), voetballer
- Milan de Koe (2002), voetballer
- Sanne van der Velde (2005), voetbalster

## Bekende (oud-)inwoners
- Jan Bolt (Den Ham, 1855 - Zuidhorn, 1939), burgemeester van Grootegast
- Remco Ekkers (Bergen, 1941 - Zuidhorn, 2021), dichter.
- C.O. Jellema (Groningen, 1936 - Leens, 2003), dichter.
- Bauke Mollema (Groningen, 1986), wielrenner.
- Meine van Veen (Blankenham, 1893 - Zuidhorn, 1970), o.a. burgemeester van Enschede
- Thijs van Veen (Heerenveen, 1920 - Zuidhorn, 2006), journalist en rechtsgeleerde